# Szent Tigrius és Eutropius
Szent Tigrius és Eutropius (? – 404 júniusa) ókeresztény vértanúk.
Aranyszájú Szent János barátai voltak. Püspökük Konstantinápolyból való száműzetése után a helybeliek rájuk fogták a városban kitört tüzet, amely elégette a főtemplomot és a törvényszéket. Tigriust és Eutropiust ártatlanul ki is végezték emiatt. A katolikus egyház szentként tiszteli őket, és január 12-én üli emléknapjukat.